# Ottenstein (Dolna Saksonia)
Ottenstein – miasto (niem. Flecken) w Niemczech, w kraju związkowym Dolna Saksonia, w powiecie Holzminden, wchodzi w skład gminy zbiorowej Bodenwerder-Polle.